# Santibáñez de Valcorba
Santibáñez de Valcorba es un municipio y localidad de España, en la provincia de Valladolid, comunidad autónoma de Castilla y León. Está integrada en la Mancomunidad Pinoduero. Pertenece asimismo a la Comunidad de villa y tierra de Cuéllar, encuadrada en el Sexmo de Valcorba, siendo su cabeza, y por ello desde la antigüedad ha estado muy influida por las tierras segovianas. Se ubica en pleno valle del arroyo Valcorba y está rodeada de una espesa vegetación que se concentra en torno a las laderas de los páramos.

## Geografía
Concretamente está situada a 41°34'15 de latitud N y a 4°27' de longitud O.
El clima de Santibáñez es Mediterráneo frío, caracterizado por una oscilación térmica acusada, tanto diaria como anual. Habitualmente la temperatura media anual se sitúa entre los 10 y los 12 grados.
Como corresponde al clima Mediterráneo, las precipitaciones se distribuyen de manera estacionaria, con un período seco que abarca entre 4 y 5 meses.

### Geología
De los materiales presentes en el término municipal de Santibáñez de Valcorba, se puede constatar la diversidad que es característica de las zonas de transición entre amplios y arenosos valles fluviales y páramos calcáreos. Por ello, buena parte de los materiales se originaron en la Era Terciaria, en concreto en el Mioceno, cuando se formaron grandes depósitos detríticos con las calizas que hoy conforman los páramos circundantes.
También sobresalen los materiales posteriores, sobre todo pliocuaternarios, entre los que se encuentran las arenas y depósitos aluviales, que conforman amplios mantos de cobertera en los valles y que fueron originados principalmente por los aportes de la erosión fluvial.
Es precisamente la evolución morfológica pliocuaternaria la que determina los rasgos que resultan definitorios del relieve actual.

### Naturaleza
Santibáñez posee en su término gran parte del espacio denominado “El Carrascal” espacio natural de la provincia de Valladolid incluido en la Red Natura 2000 de la Unión Europea como Lugar de Importancia Comunitaria (LIC). Posee especies animales y vegetales amenazadas, representativas de nuestro ecosistema como el pino piñonero, encina, quejigo y sabina albar. Entre la fauna asociada destacan especies como el lobo ibérico, el murciélago pequeño de herradura y el murciélago ratonero grande.

## Historia

### Prehistoria
Santibáñez de Valcorba tiene un origen medieval. También con anterioridad, en su actual término municipal, ha habido presencia de asentamientos de grupos humanos en distintos periodos como la Edad del Bronce y la Edad del Hierro. Existen importantes restos arqueológicos que así lo demuestran.
Próximo al límite del término municipal de Santibáñez se encuentra el castro del Carrizal, en el que se han hallado numerosos restos cerámicos característicos del Bronce. 

En la localidad, existen otros yacimientos prehistóricos, como el de El Castillo, en el lugar del mismo nombre y situado dentro del propio casco urbano de Santibáñez.
Por otro lado, un importante yacimiento descubierto en Santibáñez de Valcorba señala la existencia de otro destacado núcleo poblado, esta vez correspondiente a la tardorromana (fines del siglo IV o comienzos del siglo V después de Cristo).

### Fundación

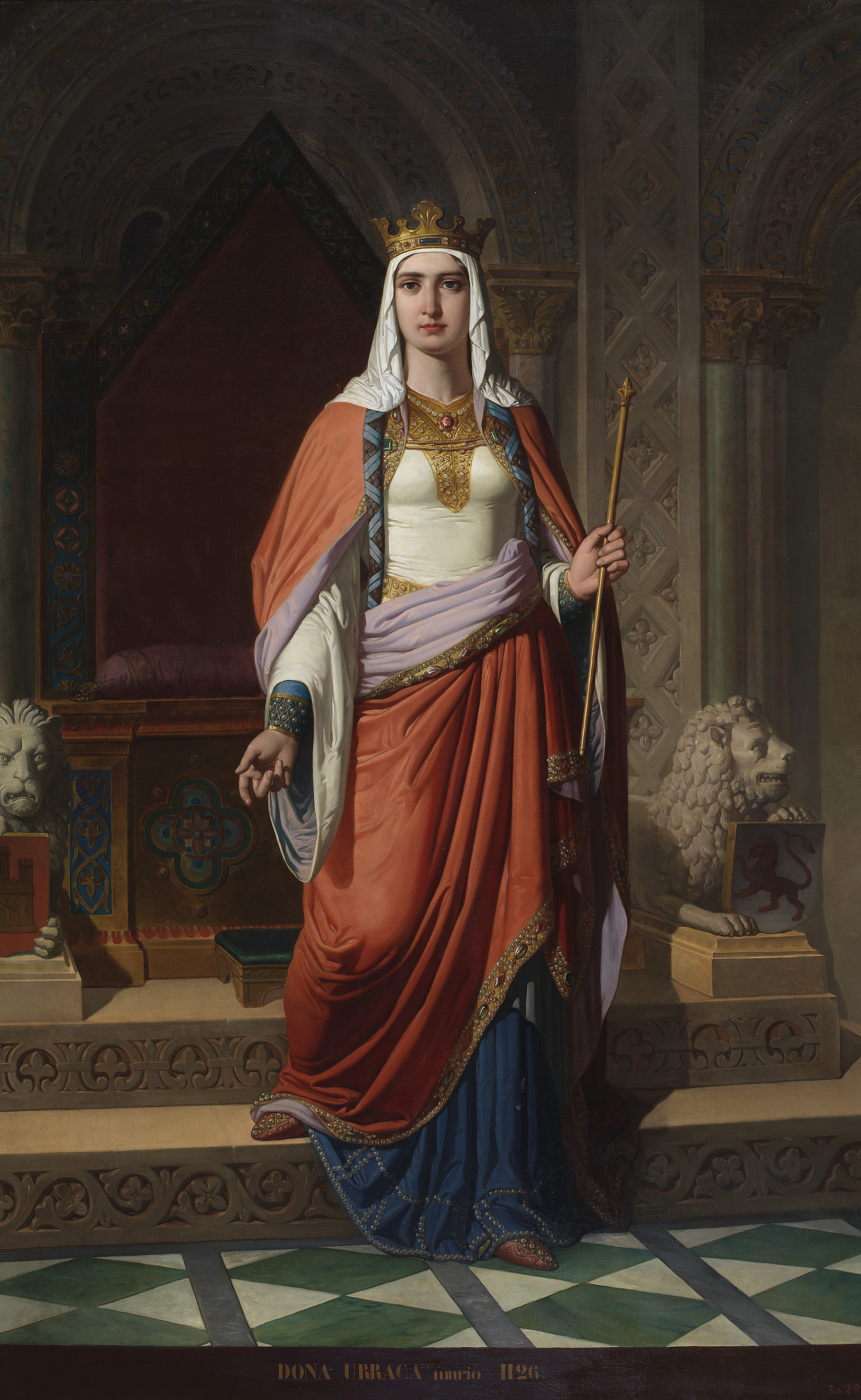
Urraca Reina, señora de Santibáñez

En los primeros años del siglo XII encontramos ya referencias documentales precisas sobre la existencia de núcleos de población en el valle de Valcorba, pues la documentación menciona la existencia de la «aldea de Valcorba».
Pero es en un importante documento realizado el 7 de enero de 1111 cuando por primera vez se menciona, de un modo inequívoco y explícito, a Santibáñez de Valcorba. Se trata de una donación realizada a la iglesia de Santa María de Valladolid por la reina de Castilla y León doña Urraca, hija de Alfonso VI, conocida por sus continuadas actuaciones a favor de la nobleza y el clero. En este documento doña Urraca dona a la mencionada iglesia, por medio de su abad Saltus, una propiedad rural situada en el lugar llamado San Juan de Valcorba.
El documento sigue el modelo habitual de su momento, y en él se señala con claridad el antecedente inmediato de la denominación actual de Santibáñez de Valcorba: «Sanct lohan de Vallecurva».
El «San Juan de Valcorba» mencionado a comienzos del siglo XII debía ser un pequeño núcleo habitado, aunque lo suficientemente importante como para figurar en un documento regio.

A comienzos del siglo XIII, se denominaba a la población con el nombre de «Sanctiuanes de Valcolva», coincidiendo ya casi plenamente con la actual denominación.
Es en la Edad Media cuando se fija definitivamente el actual emplazamiento de la localidad.

### Crecimiento
Hay que considerar un crecimiento urbano durante el siglo XVI, caracterizado por la bonanza económica y el auge de Valladolid (que alcanza la capitalidad del reino y que se refuerza como importante mercado urbano).
En Santibáñez se mejoraron las vías de comunicación. Destaca la construcción de un puente sobre el arroyo Valcorba.

### SiglosXXyXXI
A partir del siglo XX (en especial en los años 1960), se produjo un éxodo rural a la capital vallisoletana, y un posterior retorno a partir de finales de los años 1970.

## Geografía humana

### Demografía
Cuenta con una población de 187 habitantes (INE 2024).
| Gráfica de evolución demográfica de Santibáñez de Valcorba entre 1842 y 2021                                          |
| |
| Población de derecho según los censos de población del INE. Población de hecho según los censos de población del INE. |

### Economía
Como la mayor parte de pequeñas poblaciones de Castilla y León, su economía se basa principalmente en la agricultura y la ganadería. En lo que respecta a la agricultura, el cultivo de secano está compuesto por cereales: cebada 80 %, trigo 10 % y centeno 10 %; mientras que el regadío lo componen la remolacha 40 %, la patata 40 %, la zanahoria 15 % y otros 5 %.[cita requerida]
La ganadería se asienta fundamentalmente en el ganado ovino. La producción más destacada es para la venta de lechazos y su posterior comercialización en los restaurantes, así como para la venta de leche y su transformación industrial (fabricación de quesos, etc.)
Respecto a la selvicultura, cabe indicar que de buena parte de los pinares de repoblación de los años 1950 y posteriores, se recolectan piñas del pinus pinea (para obtención de piñones y cáscara), así como leña tanto del pinus pinaster como del pinus pinea. Hasta finales de los años 1980 se recogía resina del pinus pinaster para su transformación industrial.

## Patrimonio

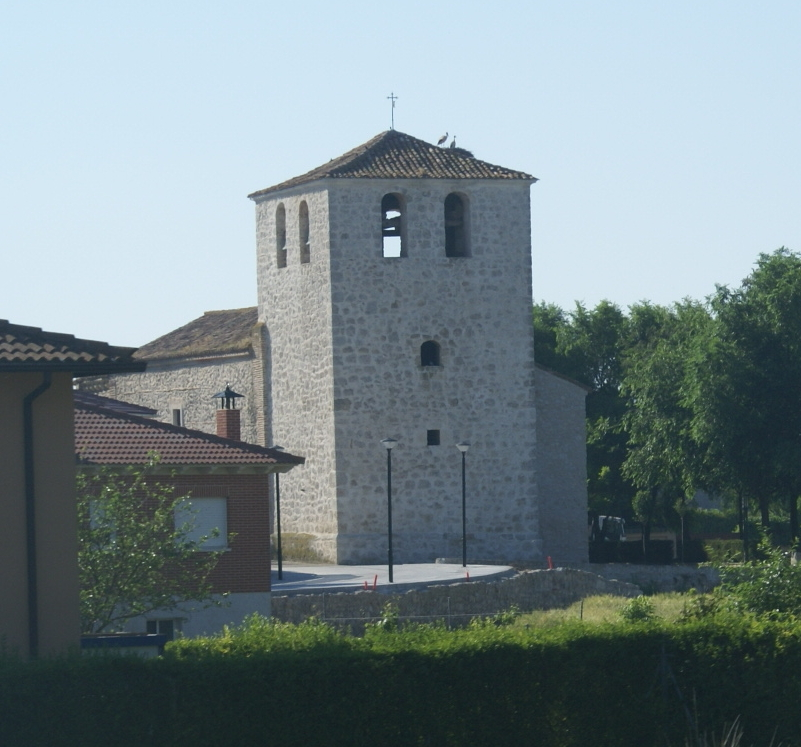
Iglesia de San Juan Evangelista.

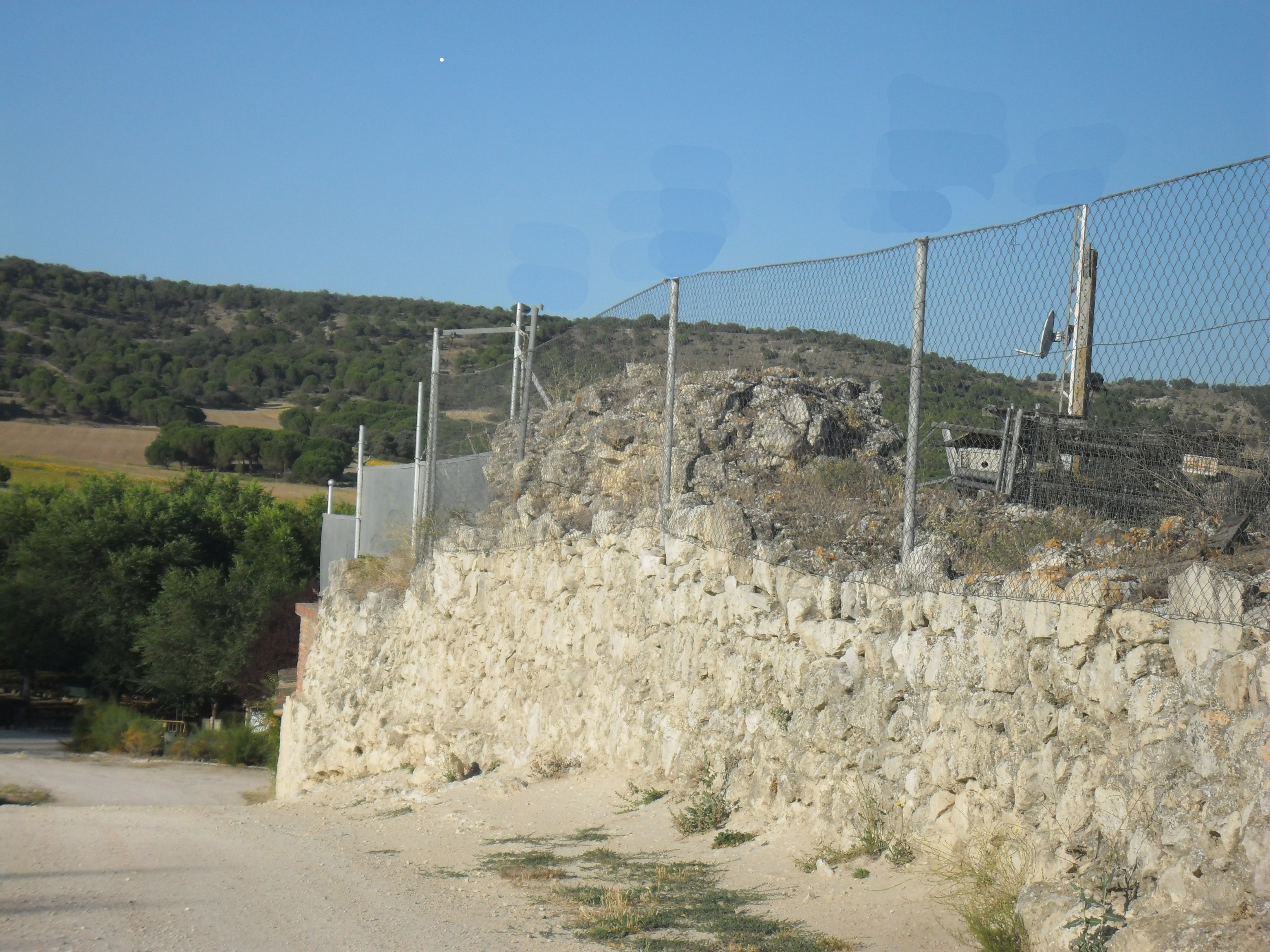
Cimientos de la Torre de Santibáñez.

### Patrimonio artístico

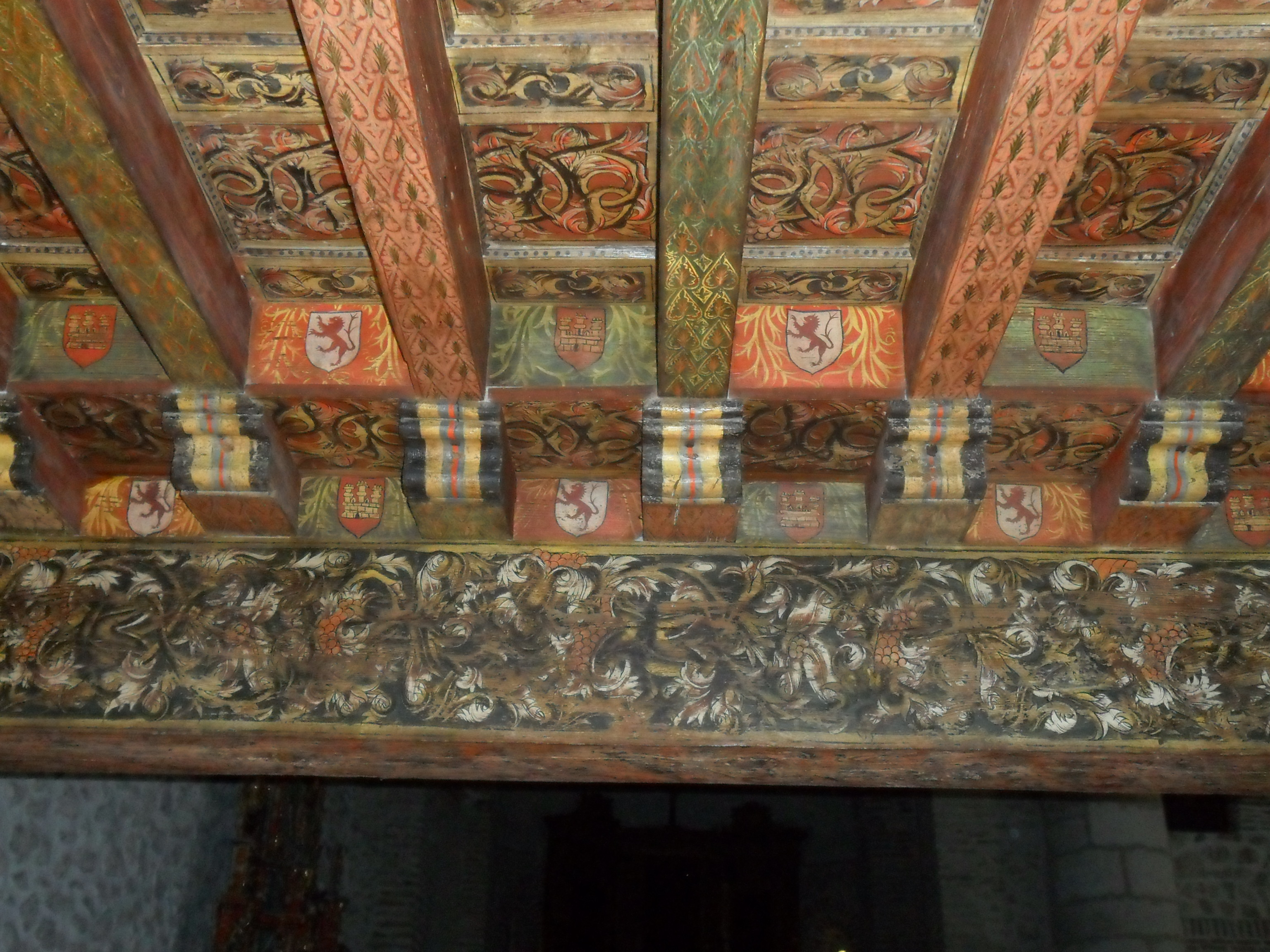
Madera policromada mudéjar en la Iglesia de San Juan Evangelista.

- Iglesia de San Juan Evangelista, la iglesia parroquial de Santibáñez, con una traza inicial medieval, es el edificio más representativo e importante de la localidad. Su construcción original puede fecharse en el siglo XIII, y de ese momento todavía se conservan algunos restos constructivos que apuntan un estilo claramente mudéjar, también llamado románico del ladrillo.[9]
- Tallas
  - Santo Cristo de los afligidos, talla de 1567.
  - Nuestra Señora de San Juan, antigua titular de la parroquia. Hermosa talla del 1300.
  - San Sebastián, de estilo gótico.
- Retablos: 
  - Retablo mayor, dedicado a San Juan Evangelista
  - Retablo de la Sagrada Familia
  - Retablo de la Virgen del Rosario, patrona del municipio
- Alfarje Mudéjar o Artesonado del bajocoro
- Cajonera renacentista del siglo XVI.[10]
- Pila bautismal medieval, fabricada en piedra de grandes dimensiones.

Desde el año 2008 se realizan visitas guiadas en las cuales se muestra a los visitantes tanto el entorno de la iglesia como su interior.
- Restos de "La Muralla", fechados en la primera Edad del Hierro.
- Restos del Castillo o Torre de Santibáñez. La primera referencia es de 1395, don Diego Pérez Sarmiento, Adelantado mayor de Galicia e hijo de Pedro Ruiz Sarmiento hace una donación sobre el portazgo de la villa de Palenzuela para recuperar “la casa fuerte de Valcorba,que es çerca de San Yañes, aldeya de Cuellas, con todos sus términos e heredamientos”.[11] En 1628 figura como propiedad en el testamento de Tomas Ortiz de Rozas abogado de la Real Chancillería de Valladolid.[12]
- Casa consistorial: ubicada en la plaza de Mayo. El edificio data de principios del siglo XX. Se distribuye en planta rectangular y dos alturas con desván, con cubierta a tres aguas. Destaca su sillería: la construcción es de muros de fachada de piedra, con empleo de ladrillo en la formación de huecos y esquinas (principalmente en la planta primera) y estructura de madera en el interior.
- Casa de los abades: Los abades de S.ª M.ª de la Armedilla disponían desde antiguo vivienda en Santibáñez donde vivían periodos. No conocemos su localización exacta aunque está documentado que era una vivienda de 817 pies, junto con una amplia huerta de 574 estadales, que fue vendida a un vecino de Tudela de Duero en 1845.[13] La Armedilla actualmente pertenece a Cogeces del Monte, pero anteriormente era un territorio independiente con una fuerte relación con sus tres vecinos: Santibáñez, Cogeces y Aldealbar. Las relaciones en ocasiones eran complejas, especialmente los aspectos fiscales, ya que Santibáñez era una de las principales fuentes de financiación del monasterio mediante tributos como el voto de Santiago.[13]

### Patrimonio natural y paisajístico
- Paseo de Las Bodegas: donde se conservan bodegas naturales, con cuevas bajo tierra.
- La Fuente Vieja: situada junto a un gran parque municipal.
- Pico "Llanillo", con una altitud de 800 metros y un desnivel de 100, está orientado al norte.

### Patrimonio etnográfico
Hasta comienzos del siglo XX en la localidad todavía predominaba un policultivo de cereales en secano destinado a la subsistencia. Entre los cereales más importantes destacaban el trigo, el centeno, la cebada y la avena.
La vid ocupaba buena parte de los terrenos cultivados. En Santibáñez, las vides se concentraban en algunos pagos específicos, en concreto en lugares con suelos no aptos para otros cultivos. En la localidad todavía hoy se diferencia entre << majuelo >> o viñedo joven y viña propiamente dicha.
En lo que se refiere a la cultura ganadera de Santibáñez, nada llama tanto la atención como la figura del <<guarizo>>. El <<guarizo>> era el encargado de recoger y llevar a pastar a los animales de labor.
Por otra parte, entre las variedades que pueden encontrarse en los bosques de ribera sobresalía pro su importancia la mimbrera. Hasta las décadas pasadas, los mimbres obtenidos en las riberas de Santibáñez servían para proporcionar la materia prima con que se elaboraban todo tipo de recipientes y enseres necesarios en las faenas agrícolas, especialmente en la vendimia.

Respecto al tiempo de ocio, se puede decir que casi todas las fiestas tradicionales de Santibáñez tienen un origen medieval.
Destaca la ancestral costumbre del <<mayo>>, un modo secular de celebrar la llegada de la primavera y de festejar el renacer natural. En Santibáñez hemos de suponer que la tradición del <<mayo>> estuvo presente desde la Edad Media, y sobre ella contamos con referencias precisas y destacadas en las Ordenazas de 1499. Esta tradición medieval se perdió durante los siglos XVIII y XIX y se volvió a recuperar en el año 1945.
En lo que a juegos tradicionales se refiere, destacan la pelota a mano y la tanga.
Perdura en Santibáñez un molino harinero resto de los muchos que existieron a lo largo del Valcorba. Era propiedad del señor del castillo o casa fuerte de Santibáñez y hay referencias en el testamento de don Diego Pérez Sarmiento en 1395 y en el archivo de la casa de Alburquerque en 1490, siendo el molinero Álvaro Pelilla. Era fórmula habitual que dependieran del castillo tanto el molino como los puentes. Actualmente es propiedad particular.

### Patrimonio histórico y cultural

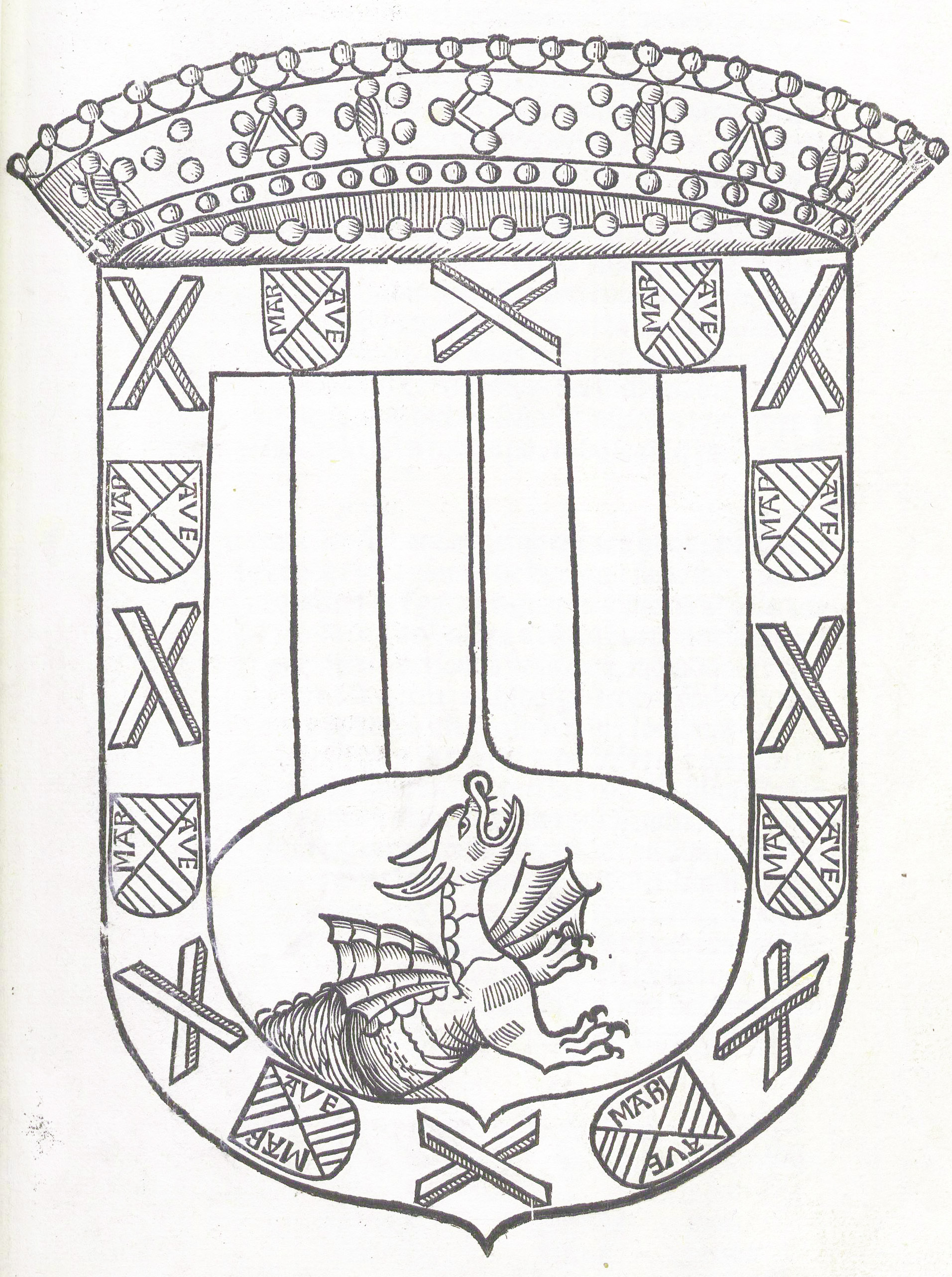
Ordenanzas de Villa y Tierra (1499)

Su archivo municipal conserva varias joyas como la carta de privilegio y confirmación para Santibáñez del emperador Carlos I de España. Pero la pieza más importante, sobre todo por la información que nos ofrece, son las Ordenanzas de la Villa de Cuéllar y su Tierra, de 1499, se trata de un impreso incunable encuadernado en pergamino. Es el único ejemplar conservado. Santibáñez era la cabeza del Sexmo del Valcorba de esta Comunidad de Villa y Tierra de Cuéllar y las ordenanzas actuaban como texto jurídico para regular la convivencia en el sexmo. Gracias a este texto se han podido datar los encierros de Cuéllar siendo considerados, gracias a Santibáñez, como los encierros más antiguos del mundo.
Ley XVII de las ordenanzas dadas a la Villa de Cuéllar y su Tierra en 1499 por Francisco Fernández de la Cueva y Mendoza, II duque de Alburquerque: "Que por el daño que se hizieren con los toros quando se encierra non aya manquadras ni otra pena. Muchas veces acaefce quando fe encierran toros enfta villa que fin culpa delos que traen fe face daño en panes o viñas: o otras cofas por los dichos toros o por los ganados que conellos vienen. Hordenamos que cuando lo tal acaefciere non fe fagan manquadras alos dichos toros ni alos ganados que conellos vinieren ni fe lieve otra pena alguna alos que truxeren".

## Cultura

### Patrimonio inmaterial
- Fiesta de Nuestra Señora del Rosario (último fin de semana de agosto). La inauguración de las fiestas tiene lugar cada año con un pregón a cargo de alguna personalidad y con la proclamación de la reina de damas del municipio, elegidas estas mediante una votación por los integrantes de cada peña. A continuación tiene lugar un espectáculo pirotécnico. Además, destacan las tradicionales verbenas, así como variadas actividades culturales que se desarrollan durante 4 días festivos. Cuenta con un elevado número de agrupaciones peñistas por habitante: sus más de 25 peñas integradas por vecinos de todas las edades, dan gran colorido a la fiesta, y en ellas se puede degustar la típica limonada. (El 27 de agosto en Santibáñez de Valcorba es Fiesta Local en 2012 según el Boletín Oficial de la Provincia de Valladolid).
- Fiesta de San Isidro Labrador (15 de mayo), patrón de los agricultores y ganaderos del municipio, y en Santibáñez se celebra este día con un misa, procesión y bendición de campos. Además se sirve un refresco para todo el público asistente.
- Fiesta de San Juan Evangelista, patrón de la localidad (27 de diciembre). En este día tiene lugar una misa tradicional y un refresco en el cual se hace un homenaje a la persona de mayor edad del municipio y que no haya sido homenajeada en años anteriores. (El 27 de diciembre en Santibáñez de Valcorba es Fiesta Local en 2012 según el Boletín Oficial de la Provincia de Valladolid).

### Teatro
En esta sección destaca por su reconocimiento a nivel provincial y nacional el grupo de teatro "Las Bernardas" de Santibáñez de Valcorba, creado en el año 2003. 
Entre los premios y menciones, destaca el primer premio de la Muestra Provincial de Teatro 2008, por su representación de "Troyanas", de Eurípides, por J. P. Sastre y dirección de Alberto Velasco. Asimismo, en ediciones anteriores este grupo también se alzó con un destacado reconocimiento en la Muestra Provincial, como fue "Dejadme volar" en 2007.
El reconocimiento a este grupo teatral se extiende a nivel nacional. Son dignos de mencionar varios premios otorgados a lo largo de la geografía: el grupo se ha alzado con premios en Moratalaz y Valdemorillo (Madrid), o premio en Torrejoncillo (Cáceres), entre otros.

### Gastronomía
Su plato culinario típico y más destacado es el pincho de lechazo churro asado a las brasas de sarmiento. Se puede degustar en los restaurantes y mesones del municipio. Sin duda es uno de los atractivos turísticos más importantes del municipio en lo que a gastronomía se refiere. Tanto es así que el municipio adoptó en su día como lema turístico “Santibáñez de Valcorba, cuna del pincho de lechazo”.
Esta técnica gastronómica consiste en asar en brasas procedentes de leña de sarmientos, pequeños trozos de carne cortados a modo de taco, todos ellos del mismo tamaño. Estos se pinchan en delgadas barras de acero las cuales tienen una longitud de unos sesenta centímetros y mango de madera o bien de acero. A diferencia de otros platos en los que se puedan utilizar para su elaboración métodos parecidos, lo que distingue al pincho de lechazo churro autóctono de Santibáñez de Valcorba de otros pinchos típicos de otras zonas, es principalmente que los pequeños tacos de carne se colocan prensados en la barra, de manera que la carne no se mueve mientras se rota la barra en el proceso de asado. No hay que olvidar, que las brasas de sarmiento aportan un asado uniforme en todas las porciones de carne. Todo ello confiere a este plato una exclusividad gastronómica. Para fomentar su difusión, desde el año 2000, se organizan en el municipio jornadas gastronómicas en las que durante varios días se exalta el producto.
El lechazo al pincho no es un plato de diario, estando reservado para ocasiones. Sin embargo, en Santibáñez siempre se comía, el día de San Pedro (29 de junio) para el ajuste de pastores y amos tradicional de villa y tierra, haciendo las hogueras del santo. También, quien podía, en Santiago Apóstol (25 de julio) como colación. La brasa en el suelo y al aire libre. Destacar la popular posada de la calle Platerías de Santibáñez establecida en 1894 por D. Francisco Calvo y Dª Isabel Guijarro, primer establecimiento referenciado donde se partía para pincho ya que era carnicería. En aquellos años el cordero utilizado no era tan joven como es en la actualidad.
Con las tajadas del pincho de lechazo que pudieran sobrar o aquellas mal arrebañadas es costumbre local guisarlas con patatas, componiendo un exquisito plato de aprovechamiento. También son típicos el cordero con guisantes y el cocido con carne de oveja, relleno y cardillos.
Otro producto característico, y que también ha sido muy reproducido por las localidades próximas, es el cangrejo del Valcorba siendo las recetas más celebradas aquellas con ajo o con tomate. Era tan abundante que se podían coger sin retel.
Destacar como producto de importancia local las setas de cardo o los níscalos.

## Personas notables
Los músicos Mauricio Farto Parra (21 de septiembre de 1867 - 23 de abril de 1947) y Aurelio Farto Parra (2 de diciembre de 1884 - + ).